# Medicago minima
Espèce
Medicago minima, la Luzerne naine, est une espèce de plantes à fleurs de la famille des Fabacées. C'est une plante herbacée.

## Liste des sous-espèces et variétés
Selon Catalogue of Life (24 août 2014) :
- variété Medicago minima var. minima

Selon The Plant List (24 août 2014) :
- variété Medicago minima var. brevispina Benth. in Sowerby

Selon Tropicos (24 août 2014) (Attention liste brute contenant possiblement des synonymes) :
- sous-espèce Medicago minima subsp. brevispina (Benth.) Ponert
- variété Medicago minima var. brevispina Benth.
- variété Medicago minima var. compacta Neyraut
- variété Medicago minima var. longiseta DC.
- variété Medicago minima var. minima
- variété Medicago minima var. mitis Phil.
- variété Medicago minima var. pulchella Fiori
- variété Medicago minima var. recta Burnat
- variété Medicago minima var. winterlii Priszter